# Supercopa de Japón 1998
La Supercopa de Japón 1998, también conocida como Supercopa Xerox 1998 (en inglés: Xerox Super Cup 1998) por motivos de patrocinio, fue la 5.ª edición de este torneo.
Fue disputada entre Júbilo Iwata, como campeón de la J. League 1997, y Kashima Antlers, como ganador de la Copa del Emperador 1997. El partido se jugó el 14 de marzo de 1998 en el Estadio Nacional de la ciudad de Tokio.

## Participantes
| Bandera de Prefectura de Shizuoka | Júbilo Iwata    | Campeón de la J. League (1997)             |
| Bandera de Prefectura de Ibaraki  | Kashima Antlers | Subcampeón de la Copa del Emperador (1997) |

## Partido
| 14 de marzo de 1998, 14:52 (UTC+9) | Júbilo Iwata | 1:2 (1:1) | Kashima Antlers           | Estadio Nacional, Tokio                                   |                                                           |
|                                    | Fujita 11'   | Reporte   | Yanagisawa 30' · Sōma 89' | Asistencia: 35.208 espectadores Árbitro(s): Naotsugu Fuse | Asistencia: 35.208 espectadores Árbitro(s): Naotsugu Fuse |

### Detalles
| 1          | Guardameta     | Yushi Ozaki           |  |
| 4          | Defensa        | Adílson Batista       |  |
| 5          | Defensa        | Makoto Tanaka         |  |
| 6          | Defensa        | Toshihiro Hattori     |  |
| 15         | Defensa        | Akira Konno           |  |
| 23         | Centrocampista | Takashi Fukunishi     |  |
| 29         | Centrocampista | Daisuke Oku           |  |
| 7          | Centrocampista | Hiroshi Nanami        |  |
| 10         | Centrocampista | Toshiya Fujita        |  |
| 9          | Delantero      | Masashi Nakayama      |  |
| 11         | Delantero      | Alessandro Cambalhota |  |
| Entrenador | Entrenador     | Valmir Louruz         |  |

| 1          | Guardameta     | Masaaki Furukawa   |  |
| 4          | Defensa        | Ryōsuke Okuno      |  |
| 3          | Defensa        | Yutaka Akita       |  |
| 22         | Defensa        | Akira Narahashi    |  |
| 7          | Defensa        | Naoki Sōma         |  |
| 6          | Centrocampista | Yasuto Honda       |  |
| 18         | Centrocampista | Kōji Kumagai       |  |
| 14         | Centrocampista | Tadatoshi Masuda   |  |
| 10         | Centrocampista | Bismarck           |  |
| 11         | Delantero      | Yoshiyuki Hasegawa |  |
| 13         | Delantero      | Atsushi Yanagisawa |  |
| Entrenador | Entrenador     | João Carlos        |  |

| Anotado | 11' | Toshiya Fujita | 1-0 |

| Anotado | 30' | Atsushi Yanagisawa | 1-1 |
| Anotado | 89' | Naoki Sōma         | 1-2 |

| Amonestado | 13' | Takashi Fukunishi |
| Amonestado | 64' | Daisuke Oku       |
| Amonestado | 72' | Hiroshi Nanami    |
| Amonestado | 74' | Akira Konno       |
| Amonestado | 83' | Toshiya Fujita    |

| Amonestado | 67' | Kōji Kumagai |

| Árbitro             | Naotsugu Fuse      |
| Árbitros asistentes | Hiroshi Fukuda     |
| Árbitros asistentes | Keiji Kamiara      |
| Cuarto árbitro      | Toshimitsu Yoshida |

| 1          | Guardameta     | Yushi Ozaki           |  |
| 4          | Defensa        | Adílson Batista       |  |
| 5          | Defensa        | Makoto Tanaka         |  |
| 6          | Defensa        | Toshihiro Hattori     |  |
| 15         | Defensa        | Akira Konno           |  |
| 23         | Centrocampista | Takashi Fukunishi     |  |
| 29         | Centrocampista | Daisuke Oku           |  |
| 7          | Centrocampista | Hiroshi Nanami        |  |
| 10         | Centrocampista | Toshiya Fujita        |  |
| 9          | Delantero      | Masashi Nakayama      |  |
| 11         | Delantero      | Alessandro Cambalhota |  |
| Entrenador | Entrenador     | Valmir Louruz         |  |

| 1          | Guardameta     | Masaaki Furukawa   |  |
| 4          | Defensa        | Ryōsuke Okuno      |  |
| 3          | Defensa        | Yutaka Akita       |  |
| 22         | Defensa        | Akira Narahashi    |  |
| 7          | Defensa        | Naoki Sōma         |  |
| 6          | Centrocampista | Yasuto Honda       |  |
| 18         | Centrocampista | Kōji Kumagai       |  |
| 14         | Centrocampista | Tadatoshi Masuda   |  |
| 10         | Centrocampista | Bismarck           |  |
| 11         | Delantero      | Yoshiyuki Hasegawa |  |
| 13         | Delantero      | Atsushi Yanagisawa |  |
| Entrenador | Entrenador     | João Carlos        |  |

| Anotado | 11' | Toshiya Fujita | 1-0 |

| Anotado | 30' | Atsushi Yanagisawa | 1-1 |
| Anotado | 89' | Naoki Sōma         | 1-2 |

| Amonestado | 13' | Takashi Fukunishi |
| Amonestado | 64' | Daisuke Oku       |
| Amonestado | 72' | Hiroshi Nanami    |
| Amonestado | 74' | Akira Konno       |
| Amonestado | 83' | Toshiya Fujita    |

| Amonestado | 67' | Kōji Kumagai |

| Árbitro             | Naotsugu Fuse      |
| Árbitros asistentes | Hiroshi Fukuda     |
| Árbitros asistentes | Keiji Kamiara      |
| Cuarto árbitro      | Toshimitsu Yoshida |

|                                    |
| Bandera de Prefectura de Ibaraki   |
| Campeón Kashima Antlers 2.º título |